# 8. december
8. december je 342. dan leta (343. v prestopnih letih) v gregorijanskem koledarju. Ostaja še 23 dni.

## Dogodki
- 1847 – v Londonu izide statut Zveze komunistov
- 1854 – Papež Pij IX. razglasi dogmo o Marijinem brezmadežnem spočetju
- 1863 – požar v cerkvi v Santiagu zahteva okoli 2.500 smrtnih žrtev
- 1881 – v požaru v dunajskem Ringteatru umre 540 ljudi
- 1913 – izhajati začno Novine za Vogrske Slovence
- 1914 – bitka pri Falklandskih otokih
- 1923 – ZDA in Nemčija skleneta pogodbo o prijateljstvu
- 1925 – izid Hitlerjeve knjige Mein Kampf
- 1939 – Vatikan kitajskim kristjanom dovoli obrede v spomin na Konfucija
- 1941:
  - Združeno kraljestvo in ZDA napovesta vojno Japonski
  - Japonske enote se izkrcajo na Tajskem, v Maleziji in severni obali Luzona
- 1952 – francoska vojska med demonstracijami proti zasedbi Maroka ustreli 50 demonstrantov
- 1966 – ZDA in Sovjetska zveza se dogovorita, da ne bosta uporabljali jedrskega orožja v vesolju
- 1971 – v studiu 14 na Radio Ljubljana z orkestrom posnamejo skladbo "Silvestrski poljub"
- 1974 – Grčija postane republika
- 1975 – izid Kovičeve knjige Maček Muri
- 1987 – Ronald Reagan in Mihail Gorbačov podpišeta sporazum o odstranitvi raket z jedrskimi konicami srednjega dosega
- 1991 – voditelji Rusije, Ukrajine in Belorusije podpišejo sporazum o nameri ustanovitve Skupnosti neodvisnih držav
- 1996 – v Sloveniji potekal referendum o spremembi volilnega sistema; sprejet večinski volilni sistem
- 2021 – Po šestnajstih letih se zaključi mandat nemške kanclerke Angele Merkel, nasledi jo Olaf Scholz

## Rojstva
- 65 pr. n. št. – Horac, rimski pesnik († 8 pr. n. št.)
- 1021 – Wang Anshi, kitajski ekonomist in državnik († 1086)
- 1723 – baron d'Holbach, nemško-francoski filozof, enciklopedist († 1789)
- 1795 – Peter Andreas Hansen, dansko nemški astronom († 1874)
- 1831 – Fjodor Aleksandrovič Bredihin, ruski astronom, astrofizik († 1904)
- 1842 – Alphonse Louis Nicolas Borrelly, francoski astronom († 1926)
- 1861 – Georges Méliès, francoski filmski režiser († 1938)
- 1862 – Georges Feydeau, francoski dramatik († 1921)
- 1865 – Jean Sibelius, finski skladatelj († 1957)
- 1886 – Diego Rivera, mehiški slikar († 1957)
- 1890 – Bohuslav Martinů, češki skladatelj († 1959)
- 1894 – Elzie Crisler Segar, ameriški risar († 1938)
- 1897 –  Josephine Bell, angleška zdravnica, pisateljica († 1987)
- 1908 – Frančišek Smerdu, slovenski kipar († 1964)
- 1910 – Bogo Flander, slovenski pesnik, pisatelj († 1943)
- 1925 – Sammy Davis jr., ameriški filmski igralec, pevec in plesalec († 1990)
- 1926 – Stevo Žigon, slovensko-srbski gledališki igralec, režiser († 2005)
- 1930 – Maximilian Schell, avstrijsko-švicarski filmski igralec
- 1932 – Björnstjerne Björnson, norveški pesnik, pisatelj, dramatik
- 1936 – David Carradine, ameriški filmski igralec († 2009)
- 1943 – Jim Morrison, ameriški rockovski pevec, pesnik († 1971)
- 1953 – Kim Basinger, ameriška filmska igralka
- 1966 – Sinéad O´Connor, irska glasbenica
- 1984 – Blaž Švab, slovenski pevec
- 1987 – Susanne Riesch, nemška alpska smučarka
- 1994 – Conseslus Kipruto, kenijski atlet
- 1995 – Alex Rins, španski motorist

## Smrti
- 597 – Fredegunda, frankovska kraljica (* ni znano)
- 899 – Arnulf, karantanski vojvoda (* 850)
- 1186 – Bertold IV., vojvoda Zähringena (* 1125)
- 1292 – John Peckham, canterburyjski nadškof, teolog in matematik (* 1230)
- 1632 – Philippe van Lansberge, nizozemski astronom, duhovnik (* 1561)
- 1638 – Ivan Gundulić, hrvaški pesnik, dramatik (* 1589)
- 1859 – Thomas de Quincey, angleški pisatelj (* 1785)
- 1864 – George Boole, angleški matematik, logik in filozof (* 1815)
- 1896 – Ernst Engel, nemški statistik (* 1821)
- 1903 – Herbert Spencer, angleški sociolog in filozof (* 1820)
- 1907 – Oskar II. Švedski (* 1829)
- 1914 – Maximilian von Spee, nemški viceadmiral (* 1861)
- 1937 – Pavel Aleksandrovič Florenski, ruski teolog, filozof, matematik in elektroinženir (* 1882)
- 1955 – Hermann Weyl, nemško-ameriški matematik (* 1885)
- 1957 – Ferdo Kozak, slovenski pisatelj (* 1894)
- 1970 – Abraham Izakovič Alihanov, ruski fizik (* 1904)
- 1978 – Golda Meir, izraelska političarka (* 1898)
- 1980 – Ignac Koprivec, slovenski pisatelj, novinar in urednik (* 1907)
- 1980 – John Lennon, angleški glasbenik (* 1940)
- 1990 – Boris Kochno, rusko-francoski pisatelj in baletni libretist (* 1904)
- 2004 – Dimebag Darrell, ameriški kitarist (* 1966)
- 2016 – John Glenn, ameriški astronavt in politik (* 1921)
- 2019 – Juice World, ameriški rapper (* 1998)

## Prazniki in obredi
- Marijino brezmadežno spočetje